# Wereldkampioenschappen schaatsen afstanden 2009 - 1500 meter vrouwen
De wereldkampioenschappen schaatsen afstanden 2009 - 1500 meter vrouwen werd gehouden op vrijdag 13 maart 2009 op de Richmond Olympic Oval in Richmond, Canada.

## Statistieken

### Uitslag
| #      | Schaatser            | Tijd       |
| ------ | -------------------- | ---------- |
| Goud   | Anni Friesinger      | 1.58,66 BR |
| Zilver | Ireen Wüst           | 1.58,83    |
| Brons  | Christine Nesbitt    | 1.58,88    |
| 4      | Daniela Anschütz     | 1.58,91    |
| 5      | Katarzyna Wójcicka   | 1.59,06    |
| 6      | Jekaterina Lobysjeva | 1.59,10    |
| 7      | Laurine van Riessen  | 1.59,53    |
| 8      | Maki Tabata          | 1.59,81    |
| 9      | Monique Angermüller  | 1.59,85    |
| 10     | Marrit Leenstra      | 1.59,86    |
| 11     | Shannon Rempel       | 2.00,68    |
| 12     | Masako Hozumi        | 2.00,84    |
| 13     | Dong Feifei          | 2.01,07    |
| 14     | Alla Sjabanova       | 2.01,81    |
| 15     | Noh Seon-Yeong       | 2.01,99    |
| 16     | Hiromi Otsu          | 2.02,77    |
| 17     | Jekaterina Sjichova  | 2.03,07    |
| 18     | Maria Lamb           | 2.04,29    |
| 19     | Luiza Zlotkowska     | 2.04,69    |
| 20     | Lee Ju-youn          | 2.05,34    |
| 21     | Karolína Erbanová    | 2.06,44    |
| 22     | Kristina Groves      | diskw. *   |

* Kristina Groves reed met 1.57,75 de snelste tijd,
 maar werd gediskwalificeerd wegens lijnoverschreiding.

### Loting
| Rit | Binnenbaan          | Buitenbaan           |
| --- | ------------------- | -------------------- |
| 1   | Luiza Zlotkowska    | Karolína Erbanová    |
| 2   | Lee Ju-youn         | Maria Lamb           |
| 3   | Noh Seon-Yeong      | Hiromi Otsu          |
| 4   | Alla Sjabanova      | Dong Feifei          |
| 5   | Monique Angermüller | Jekaterina Sjichova  |
| 6   | Katarzyna Wójcicka  | Marrit Leenstra      |
| 7   | Masako Hozumi       | Jekaterina Lobysjeva |
| 8   | Anni Friesinger     | Maki Tabata          |
| 9   | Ireen Wüst          | Laurine van Riessen  |
| 10  | Shannon Rempel      | Daniela Anschütz     |
| 11  | Christine Nesbitt   | Kristina Groves      |

1996 · 
1997 · 
1998 · 
1999 · 
2000 · 
2001 · 
2003 · 
2004 · 
2005 · 
2007 · 
2008 · 
2009 · 
2011 · 
2012 · 
2013 · 
2015 · 
2016 · 
2017 · 
2019 · 
2020 · 
2021 · 
2023 · 
2024 · 
2025